# Komatsushima (Tokushima)
Komatsushima (小松島市 Komatsushima-shi?) es una ciudad localizada en la prefectura de Tokushima, Japón. En junio de 2019 tenía una población estimada de 36.817 habitantes y una densidad de población de 811 personas por km². Su área total es de 45,37 km².

## Geografía

### Localidades circundantes
- Prefectura de Tokushima
  - Anan
  - Katsuura
  - Tokushima

## Demografía
Según los datos del censo japonés, esta es la población de Komatsushima en los últimos años.
| 1995   | 2000   | 2005   | 2010   | 2015   |
| ------ | ------ | ------ | ------ | ------ |
| 43.349 | 43.078 | 42.115 | 40.614 | 38.755 |